# Daresbury
Daresbury es un pueblo y una parroquia civil en Halton, Cheshire, Inglaterra, que en el censo de 2011 tenía una población de 246. Daresbury fue el lugar de nacimiento del escritor Lewis Carroll, creador de Las aventuras de Alicia en el país de las maravillas.